# 電動自転車

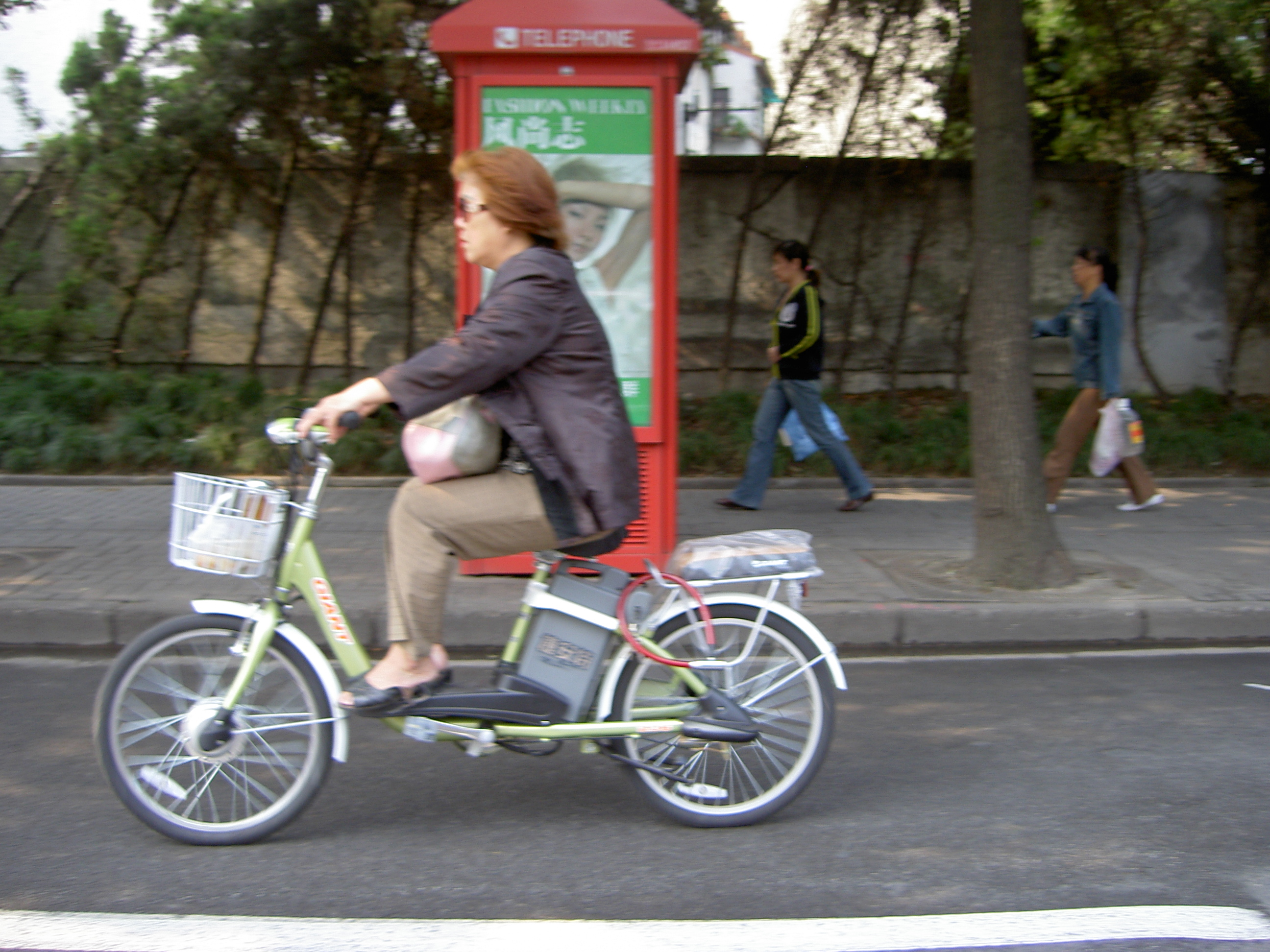
走行中の電動自転車。運転している女性は足をペダルではなくフレームに載せている

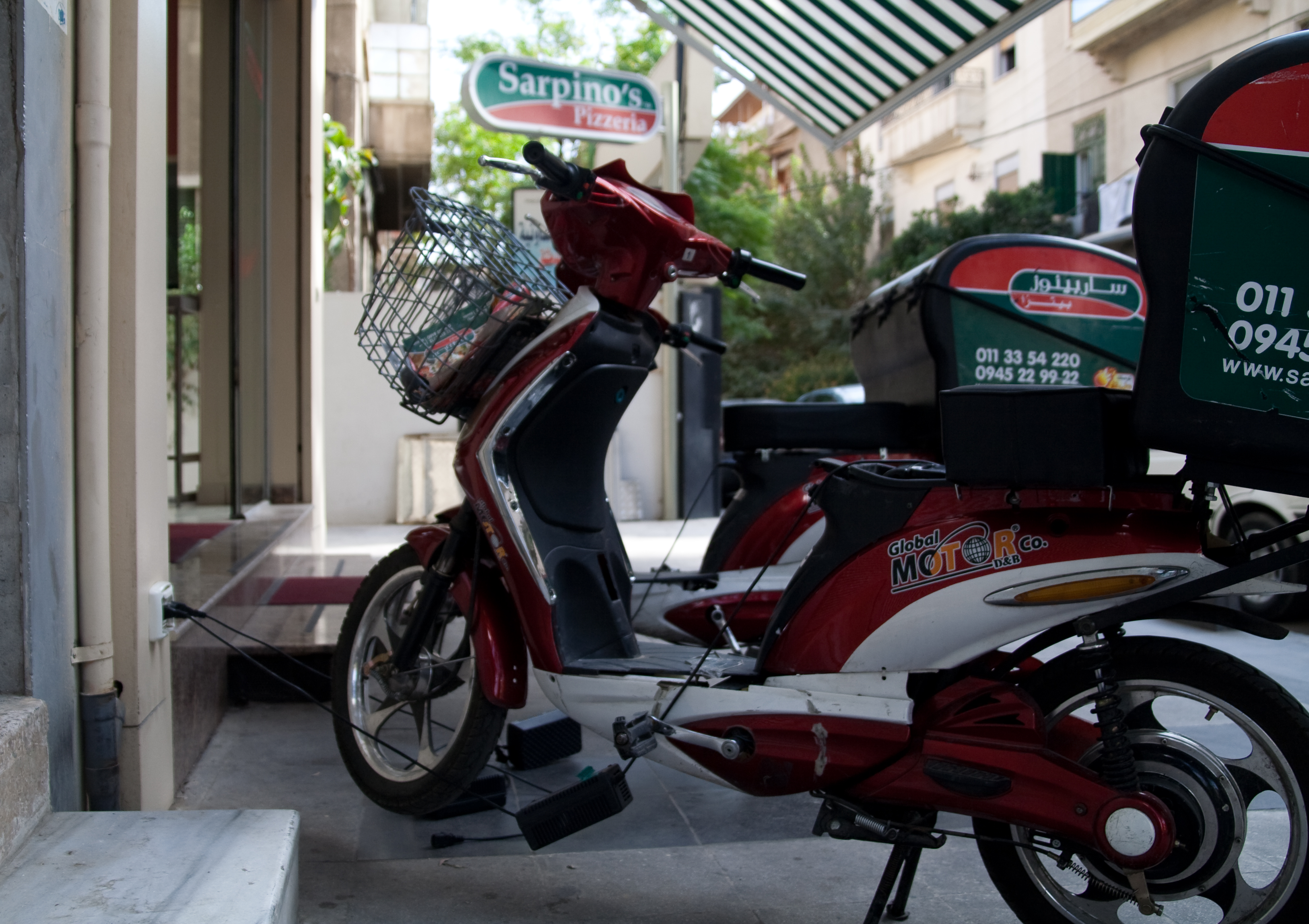
充電中のスクーター型電動自転車

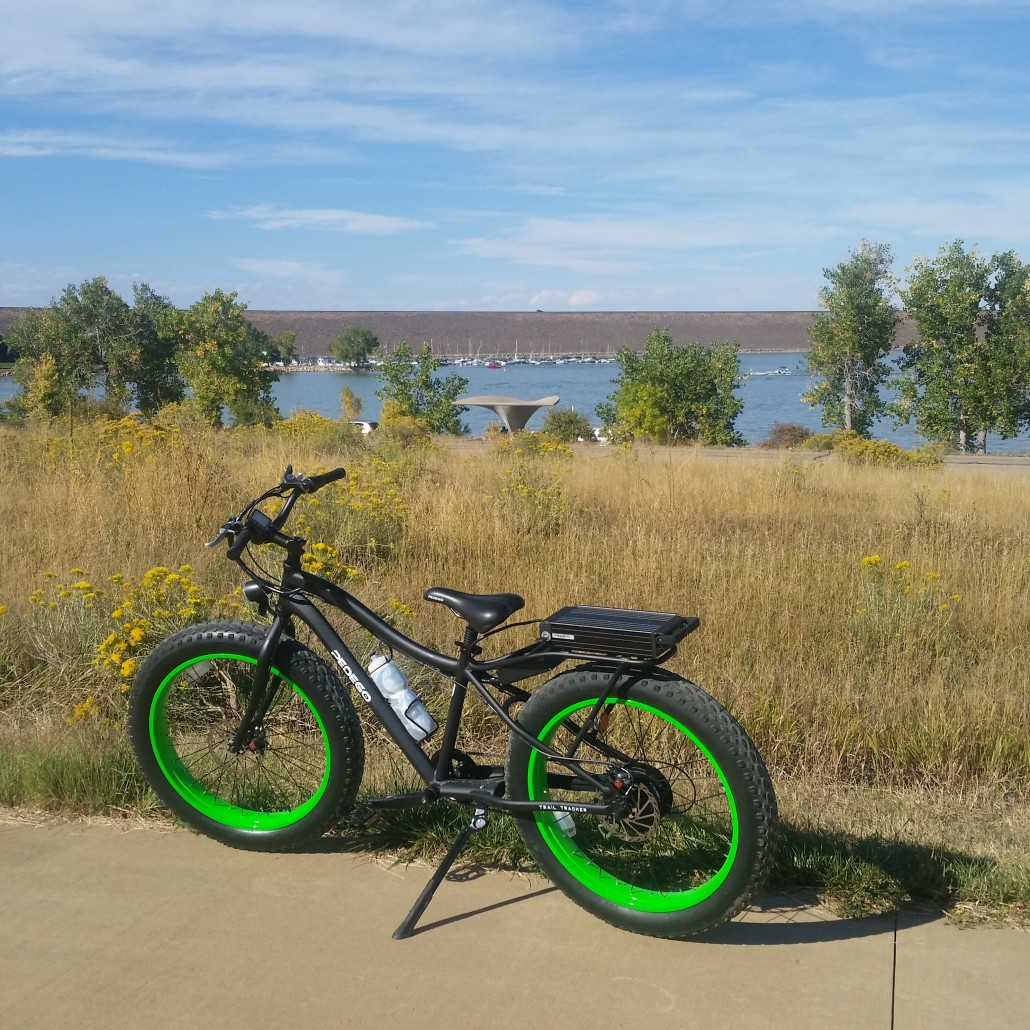
Pedego トレイル トラッカー エレクトリック バイク

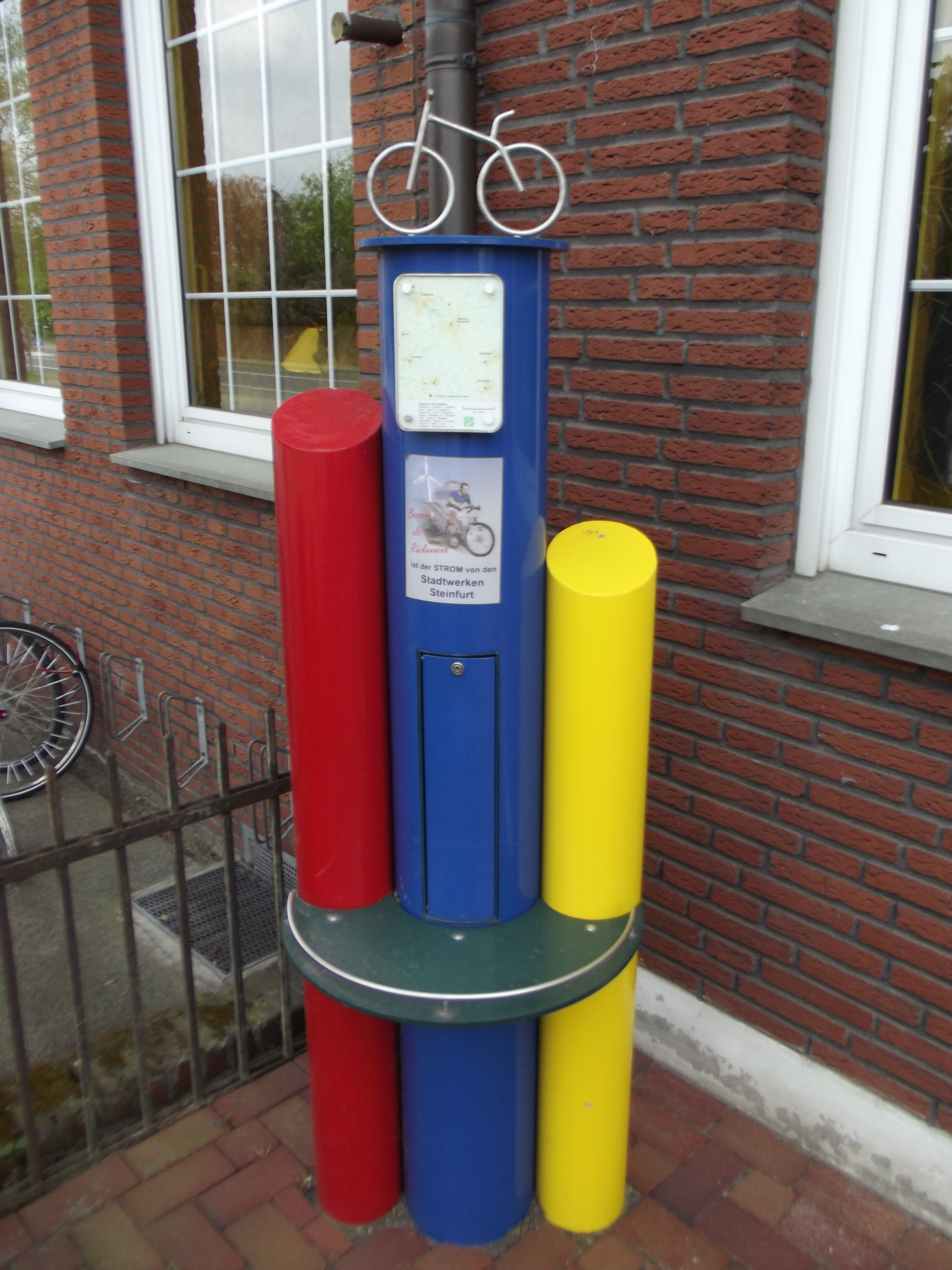
イーバイク チャージングステーション, ドイツ

電動自転車（でんどうじてんしゃ）、電気自転車（でんきじてんしゃ）とは、電動機でも走行可能な自転車、あるいはペダルでも走行可能な電動二輪車。エレクトリックバイシクル（electric bicycle）、イーバイク（e-bike）、ブースターバイク（booster bike）とも呼ばれる。
ペダルをこがなければモーターが働かない電動アシスト自転車は電気自転車に含有する場合と、別の分類とする考え方がある。ペダルをこがずにスロットルなどの操作で走行する電動自転車は電動アシスト自転車と明確に区分するために、フル電動自転車と呼ばれる事もある。通常は両方のモードを備えていることが多い。

## 日本
電動アシスト自転車を除き、動力の付いた自転車は出力によって特定小型原動機付自転車か原動機付自転車か自動二輪車として扱われる。
1979年に松下電器系列のナショナル自転車工業（現・パナソニック サイクルテック）が最高時速18kmの軽快車風電気式原動機付自転車である「DG-EC2」を発売したが、当時の電池性能では人気を得られなかったという。なお、ナショナルの5年後には、本田技研工業がDG-EC2に近いコンセプトで作られたガソリンエンジン搭載モペッドのホンダ・ピープルを発売したが、こちらも販売は振るわなかったという。両社とも後継機は出さず、電動アシスト自転車認可後はそちらに参入した。
また、地方にもよるが｢電動(アシスト)自転車｣を｢自電車｣と略されることがある。
特定小型原動機付自転車の要件を満たす電動自転車（最高20キロメートル毎時以下、定格出力0.6キロワット、長さ1.9メートル以下、幅0.6メートル以下の原動機で動くもの）については16歳以上であれば免許不要で運転することができる。（ナンバープレートと自動車賠償責任保険は加入必須）
なお海外から輸入されるモデル（『E-BIKE』等と称される）において、電動アシスト自転車に必須のリミッターが無い（或いはユーザー設定等により容易に解除可能）ものが違法に運用されているケースも散見され、なかには第二種原付（電動機の定格出力が0.6kWをこえ1.0kW以下）相当のものも存在するが、車両番号標及び道路運送車両の保安基準で定められている灯火類等が備えられていない（更には自賠責保険未加入）状態で公道等を走行した場合、違反行為による処罰の対象となる

## 米国
自動車社会の米国では、自転車は通勤、通学に使われることは少なかったが、2020年代に入りコロナ禍および原油高等の事情により、電動自転車が電動キックボードや電動スケードボードとともに急速に普及している。大部分は中国からの輸入であるが、米国内のスタートアップ企業も複数立ち上がっており、米国製を強調して販売を伸ばしている。日本企業は現在のところ参入していない。

## 中国

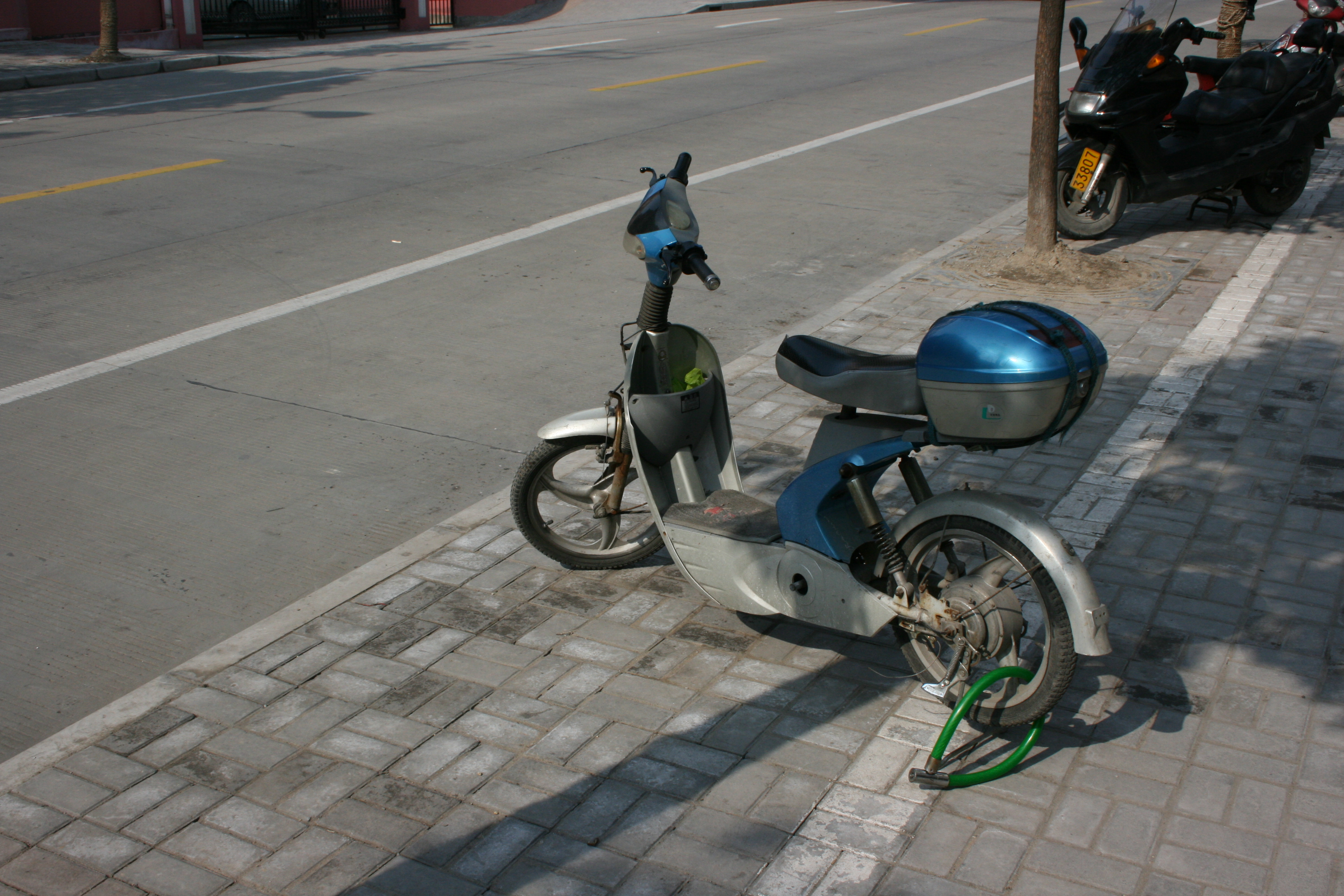
ペダルを取り払われた電動自転車。上海にて撮影

中華人民共和国では、電動自転車も自転車などと同様の非機動車（zh:非机动车）として扱われ、免許不要で使用できる。1999年には電動自転車に関するGB規格（中华人民共和国国家标准、中国の国家規格）が制定され、最高時速が20km以下であること、定格出力が250w以下のモーターを搭載していること、自転車として30分間に7km以上自走できることといった規定が公道を走る電動自転車に設けられた。ただし、重要な部分以外は全てを適合させなくても構わないという内容になっている。その後、都市部でのオートバイ規制が広がった事で規制を免れる事ができる電動自転車の需要が増え、2006年にはオートバイを、2007年には自転車も越えた。
中国国内で普及している電動自転車の電源は、ほとんどが鉛蓄電池であった。2000年代に入り加速度的に普及し、国内に流通する台数が1,000万台を超えると、流通量から環境負荷が懸念されるようになったことから、2011年、中国政府はリチウムイオン二次電池への転換を促すため、電動自転車の車重を40kg以下に制限して、重量のかさむ鉛蓄電池を実質的に禁止する方針を打ち出した。当時、中国には約2,000社もの電動自転車メーカーが存在したが、リチウムイオン二次電池の入手難や設計仕様の変更に対応できず、約30%が廃業に追い込まれた。
2017年段階で、中国国内で現在使われている電動自転車の数は、1億5,000万台から2億台が存在すると推計されている。